# Call on Me (canción de Eric Prydz)
«Call on Me» —en español: «Llámame»— es una canción realizada por el disc jockey sueco Eric Prydz. Fue lanzada en Europa el 8 de marzo de 2004, y en Estados Unidos el 1 de mayo de 2004. La canción está basada en el sample de la canción «Valerie» de Steve Winwood, lanzada en 1982. Cuando Prydz presentó el tema a Winwood, quedó tan impresionado con lo que había hecho que colaboró con él para mejorarla.[cita requerida] El sencillo alcanzó la primera posición en varias listas del mundo como Australia, Austria, Europa, Alemania, Irlanda, Noruega, Suecia y Francia. Además fue disco de platino en Australia, donde vendió 70.000 copias, y también logró el disco de oro en Francia y Suiza con 25.000 y 20.000 ventas respectivamente.

## Trasfondo
DJ Falcon, productor francés, mencionó en una entrevista que él y Thomas Bangalter, en su dúo llamado Together, samplearon "Valerie" antes que Prydz. La canción de Together fue usada en Sets de DJ sin la intención de publicarla, a pesar de la demanda de diversos establecimientos.

## Video musical
El video musical de "Call on Me" fue dirigido por Huse Monfaradi y muestra una clase de aeróbic realizado por mujeres usando vestimenta de aeróbic estilizado a la década del '80. Realizan rutinas gimnásticas sexualmente sugerentes dirigidos por la bailarina y coreógrafa australiana Deanne Berry. Incluye la participación del argentino Juan Pablo Di Pace, Laura More (Muncey), Franky Wedge, Laura Jayne Smith, Rosy Hawkins y Laura Bowley. El video fue filmado en el Conservatorio de música y Danza Trinity Laban en Deptford, y parodia una escena de la película de 1985 Perfect, protagonizada por John Travolta y Jamie Lee Curtis.

## Listado de canciones
| CDr, Promo |                                                |          |  |
| N.º        | Título                                         | Duración |  |
| 1.         | «Call On Me» (Radio Edit)                      | 2:51     |  |
| 2.         | «Call On Me» (Eric Prydz Vs Retarded Funk Mix) | 7:34     |  |
| 3.         | «Call On Me» (JJ Stockholm Club Mix)           | 7:51     |  |
| 4.         | «Call On Me» (Filterheadz Remix)               | 7:07     |  |
| 5.         | «Call On Me» (Red Kult Dub Pass 2 Mix)         | 7:54     |  |

| Vinyl, 12" |                                                |          |  |
| N.º        | Título                                         | Duración |  |
| 1.         | «Call On Me» (Mode Hookers Remix)              | 6:49     |  |
| 2.         | «Call On Me» (Sandy W. Feat. DJ Flex Remix)    | 7:38     |  |
| 3.         | «Call On Me» (Eric Prydz Vs Retarded Funk Mix) | 7:33     |  |

| Descarga Digital Call On Me (Henrik B Remix) [2006] |                               |          |  |
| N.º                                                 | Título                        | Duración |  |
| 1.                                                  | «Call On Me» (Henrik B Remix) | 8:03     |  |

## Posicionamiento en listas y certificaciones
| Lista (2004-2005)                         | Mejor posición |
| ----------------------------------------- | -------------- |
| Alemania (Media Control Charts)           | 1              |
| Australia (ARIA)                          | 2              |
| Australia (ARIA Dance Chart)              | 1              |
| Austria (Ö3 Austria Top 40)               | 1              |
| Bélgica (Flandes) (Ultratop 50)           | 4              |
| Bélgica (Valonia) (Ultratop 50)           | 13             |
| España (Promusicae)                       | 10             |
| Finlandia (Mitä hittiä)                   | 4              |
| Grecia (IFPI)                             | 2              |
| Hungría (Rádiós Top 40)                   | 3              |
| Irlanda (IRMA)                            | 1              |
| Italia (FIMI)                             | 41             |
| Noruega (VG-lista)                        | 1              |
| Países Bajos (Dutch Top 40)               | 10             |
| Reino Unido (UK Singles Chart)            | 1              |
| Suecia (Sverigetopplistan)                | 1              |
| Suiza (Schweizer Hitparade)               | 2              |
| Turquía (Airplay Chart)                   | 6              |
| Ucrania (Airplay Chart)                   | 6              |
| Unión Europea (European Hot 100)          | 1              |
| Lista (2004)                              | Mejor posición |
| Dinamarca (Tracklisten)                   | 2              |
| Estados Unidos (Hot Dance Club Play)      | 29             |
| Francia (SNEP)                            | 1              |
| Nueva Zelanda (RIANZ)                     | 38             |
| Unión Europea (Eurochart Hot 100 Singles) | 1              |

| País      | Organismo certificador | Certificación    | Ventas  |
| --------- | ---------------------- | ---------------- | ------- |
| Australia | ARIA                   | Disco de Platino | 70.000  |
| Francia   | SNEP                   | Disco de Oro     | 250.000 |
| Suiza     | IFPI (Suiza)           | Disco de Oro     | 20.000  |

### Sucesión en listas
| Anterior: «Real to Me» de Brian McFadden «Radio» de Robbie Williams                        | UK Singles Chart — Sencillo número uno 24 de septiembre de 2004 – 9 de octubre de 2004 23 de octubre de 2004 – 6 de noviembre de 2004 | Siguiente: «Radio» de Robbie Williams «Wonderful» de Ja Rule con R. Kelly & Ashanti |
| Anterior: «Real to Me» de Brian McFadden                                                   | Irish Singles Chart — Sencillo número uno 7 de octubre de 2004 – 28 de octubre de 2004                                                | Siguiente: «My Prerogative» de Britney Spears                                       |
| Anterior: «Obsesión» de Aventura                                                           | Media Control Charts — Sencillo número uno 30 de octubre de 2004 – 4 de diciembre de 2004                                             | Siguiente: «Living to Love You» de Sarah Connor                                     |
| Anterior: «I Won't Cry» de Elin Lanto «Touch Me» de Günther con Samantha Fox               | Sverigetopplistan — Sencillo número uno 11 de noviembre de 2004 – 2 de diciembre de 2004                                              | Siguiente: «I Won't Cry» de Elin Lanto «Coming True» de Daniel Lindström            |
| Anterior: «Obsesión» de Aventura                                                           | Ö3 Austria Top 40 — Sencillo número uno 14 de noviembre de 2004 – 19 de diciembre de 2004                                             | Siguiente: «Sweetest Poison» de Nu Pagadi                                           |
| Anterior: «My Prerogative» de Britney Spears «Do They Know It's Christmas?» de Band Aid 20 | VG-lista — Sencillo número uno 17 de noviembre de 2004 – 8 de diciembre de 2004 5 de enero de 2005 – 19 de enero de 2005              | Siguiente: «Do They Know It's Christmas?» de Band Aid 20 «Unloved» de Espen Lind    |
| Anterior: «Adieu monsieur le professeur» de Star Academy 4                                 | SNEP — Sencillo número uno 2 de enero de 2005 – 16 de enero de 2005                                                                   | Siguiente: «Ma Philosophie» de Amel Bent                                            |